# ردود فعل الجمهوريين على مزاعم دونالد ترامب بشأن تزوير انتخابات 2020
اختلفت ردود أفعال أعضاء الحزب الجمهوري في الولايات المتحدة على مزاعم الرئيس الجمهوري دونالد ترمب بشأن الانتخابات الرئاسية الأمريكية لعام 2020، إذ أيدها الكثيرون علنًا، وظل الكثير منهم صامتين، وقليل منهم شجبها بشكل علني. ادعى ترمب أنه فاز في الانتخابات، وقدم العديد من الادعاءات الكاذبة التي لا أساس لها حول تزوير الانتخابات. بحلول 11 ديسمبر عام 2020، أيد 126 من أصل 196 عضوًا جمهوريًا في مجلس النواب دعوى قضائية رُفعت في المحكمة العليا للولايات المتحدة بدعم من تسعة عشر مدعيًا عامًا جمهوريًا يسعون إلى قلب نتيجة الانتخابات وإلغاءها. قال 68% من المدعين الجمهوريون في استطلاع أجرته شبكة فوكس نيوز إنهم يعتقدون أن الانتخابات قد سُرقت من ترمب. وأظهر استطلاع للرأي أجري في ديسمبر عام 2020 أن 77% من الجمهوريين يعتقدون أن تزويرًا واسع النطاق حدث أثناء الانتخابات؛ وقال 35% من الناخبين المستقلين إنهم يعتقدون بحدوث تزوير واسع النطاق. وبحلول فبراير عام 2021، قدمت المجالس التشريعية للولايات التي يسيطر عليها الجمهوريون في جميع أنحاء البلاد تشريعات لتقييد حقوق التصويت.
وفي 30 ديسمبر عام 2020، أشار الأعضاء الجمهوريون في مجلسي النواب والشيوخ إلى نيتهم الاعتراض على تصديق الكونغرس على نتائج الهيئة الانتخابية، لإجبار المجلسين على المناقشة والتصويت على قبول النتائج.
وأشار مايك بنس، الذي سيترأس الإجراءات بصفته نائب الرئيس، إلى موافقته على الجهود، قائلًا في 4 يناير «أعدك، تعال هذا الأربعاء، سيكون يومنا في الكونغرس». روج ترمب وبعض المؤيدين لنظرية «بطاقة بنس» الزائفة بأن نائب الرئيس لديه سلطة رفض النتائج المصدق عليها. ومع ذلك، عكس بنس لاحقًا تأييده لهذه الجهود، قائلًا في رسالة إنه لن يرفض النتائج المعتمدة. وفي الساعات الأولى من يوم 7 يناير عام 2021، أقر بنس (أثناء أدائه لمهامه كرئيس لمجلس الشيوخ، خلال إحصاء الأصوات الانتخابية) بأن جو بايدن وكمالا هاريس قد فازا. وفي مساء يوم 7 يناير عام 2021، نشر ترمب على تويتر مقطع فيديو يوافق فيه على انتقال سلمي للسلطة في 20 يناير.

## الخط الزمني

### ملخص
قبل ستة أشهر، أثناء وبعد انتخابات الولايات المتحدة لعام 2020، وعلى الأخص أثناء خطاب ألقاه في أواخر 5 نوفمبر، اقترح الرئيس دونالد ترمب، الذي كان يترشح لإعادة انتخابه عن الحزب الجمهوري، أن تزويرًا انتخابيًا واسع النطاق سيحدث، أو كان يحدث، أو حدث بالفعل، ما سيجعله يخسر إعادة انتخابه كرئيس. وفي الأيام التي تلت يوم الانتخابات (3 نوفمبر عام 2020)، طالب ترمب أيضًا بوقف فرز الأصوات في بعض الولايات المتأرجحة (بنسلفانيا وجورجيا وكارولاينا الشمالية)، حيث كان يخسر تقدمه ببطء أمام المرشح الرئاسي الديمقراطي جو بايدن، حتى يتمكن المراقبون الجمهوريون من مراقبة عملية فرز الأصوات بشكل هادف والطعن فيها. في الوقت نفسه، طالب ترمب بمواصلة فرز الأصوات في ولاية أريزونا المتأرجحة، حيث كان يلاحق بايدن. استنكر العديد من الأعضاء البارزين في حزبه الجمهوري، بما في ذلك المسؤولون المنتخبون حديثًا أو السابقون، مزاعم ترمب بشأن تزوير الانتخابات قبل وأثناء وبعد انتخابات الولايات المتحدة لعام 2020، باعتبارها غير مؤكدة أو لا أساس لها أو بدون أدلة، فضلًا عن إلحاق الضرر بالعملية الانتخابية وتقويض الديمقراطية وخطرها على الاستقرار السياسي. وقد أشار عضو جمهوري سابق في مجلس النواب الأمريكي إلى مجمل تصرفات ترمب على أنها محاولة انقلاب.

### قبل يوم الانتخابات
قبل أشهر من يوم الانتخابات، كان الديمقراطيون يدينون بانتظام اقتراحات الرئيس ترمب بحدوث تزوير انتخابي واسع النطاق (خاصة من خلال استخدام بطاقات التصويت البريدي، وهو ادعاء أدلى به ترمب لأول مرة في 7 أبريل عام 2020)، ولكن نادرًا ما أدان الجمهوريون تصريحاته. وقد فشلت محاولات صحيفة بوليتيكو للحصول على تعليقات من الجمهوريين البارزين حول هذه القضية؛ كان مايلز تيلور (رئيس أركان وزارة الأمن الداخلي السابق ومؤلف كتاب «أنا جزء من المقاومة داخل إدارة ترمب») ومايكل ستيل (الرئيس السابق للجنة الوطنية للحزب الجمهوري) من بين القلائل الذين عبروا عن مخاوف جدية بشأن تعليقات ترمب. وصرحت صحيفة بوليتيكو في صباح يوم 3 نوفمبر بأن «الجمهوريين منزعجون من تهديدات ترمب، لكنهم غير مستعدين لقول ذلك علنًا».

### 4 نوفمبر: شفافية عد الأصوات
بعد يوم الانتخابات (3 نوفمبر عام 2020)، بعد ظهر يوم 4 نوفمبر، رفعت حملة ترمب دعوى قضائية ضد ميشيغان وبنسلفانيا، زاعمة أنهم لم يحصلوا على حق الوصول المناسب لمراقبة عملية عد الأصوات، وطالبت الحملة بوقف العد. أعلن فريق ترمب أنهم قد فازوا بالفعل بولاية بنسلفانيا في الوقت الذي كان فيه ترمب يتقدم بـ 320 ألف صوت، ولكن الفرز شمل 85% فقط من الأصوات، وكان من المعروف أن فرز الأصوات في مدينة فيلادلفيا من الممكن أن يرجح كفة الميزان لصالح بايدن. وزعم إريك ترمب أن «الديمقراطيين» سيحاولون «الغش في ولاية بنسلفانيا». ومع ذلك، رفض مفوض مدينة فيلادلفيا آل شميت، الذي أشرف على إحصاء المدينة وكان هو نفسه جمهوريًا، الادعاءات بأن العملية تفتقر إلى الشفافية، حيث تمكن المراقبون من رؤية كل ما كان يحدث في قاعة العد.

### 5 نوفمبر: خطاب ترمب بشأن تزوير انتخابي
وفقًا لقناة سي إن بي سي، ساد الصمت داخل الحزب الجمهوري بعد وقت قصير من خطاب ترمب من البيت الأبيض في وقت متأخر من ليلة 5 نوفمبر. كان ريك سانتورم وبن ساز وميت رومني ولاري هوجان وكريس كريستي من بين أوائل الجمهوريين الذين انتقدوا تصريحات الرئيس باعتبارها لا يمكن الدفاع عنها. وبعد بيان من نيكي هيلي اعتبر البعض أنه يقر بهزيمة ترمب، وبخ بعض الجمهوريين، ومن بينهم ابنا ترمب - دونالد ترمب جونيور وإريك ترمب - الجمهوريين الآخرين لالتزامهم الصمت وعدم دعم مزاعم الرئيس بشأن تزوير الانتخابات. ووفقًا لاستطلاع أجرته رويترز / إبسوس في 5 نوفمبر، اعتقد 30% فقط من الجمهوريين الأمريكيين أن ترمب قد فاز في الانتخابات. أما الغالبية العظمى من الأمريكيين، بما في ذلك معظم الجمهوريين، يعتقدون أن بايدن من فاز.

### 6 نوفمبر: النقاد والموالون
أيد بعض الموالين لترمب مثل ليندسي غراهام وتيد كروز وتوم كوتون وكيفن مكارثي المزاعم الكاذبة بأن ترمب قد فاز بالفعل في الانتخابات، وأنه كان هناك تزوير على نطاق واسع، ودعوا الجمهوريين إلى البقاء متحدين خلف ترمب. وندد أكثر من 20 من الجمهوريين البارزين الآخرين باتهامات ترمب بتزوير الأصوات في 6 نوفمبر. خلص بعض المراقبين إلى أن البيانات التي تندد بمزاعم ترمب أو تدعمها كانت (أيضًا) جزءًا من صراع داخل الحزب الجمهوري حول من يجب أن يكون مرشحهم للانتخابات الرئاسية لعام 2024، وما إذا كان ينبغي الاستمرار في السياسة الترمبية.